# Бажонет
Бажонет (фр. Bajonnette) насеље је и општина у јужној Француској у региону Миди Пирене, у департману Жерс која припада префектури Кондом.
По подацима из 2011. године у општини је живело 104 становника, а густина насељености је износила 13,9 становника/km². Општина се простире на површини од 7,48 km². Налази се на средњој надморској висини од 178 метара (максималној 212 m, а минималној 134 m).

## Демографија
| 1962. | 1968. | 1975. | 1982. | 1990. | 1999. | 2011. |
| ----- | ----- | ----- | ----- | ----- | ----- | ----- |
| 152   | 159   | 146   | 135   | 103   | 92    | 104   |

График промене броја становника у току последњих година